# Seranambia
Seranambia es un género de escarabajos de la familia Buprestidae.

## Especies
- Seranambia nodosa Descarpentries, 1974
- Seranambia succinicola Descarpentries, 1974